# Lycée Georges-Clemenceau (Reims)
Pour les articles homonymes, voir Lycée Clemenceau.
Le lycée Clemenceau de Reims est un lycée d’enseignement général qui accueille plus de 1000 élèves répartis dans les classes de seconde première et terminale,classes sans filières depuis la réforme du BAC 2021, ainsi que des élèves en classe préparatoire. Situé au 46 de l'avenue Georges-Clemenceau près du centre de la ville, l’établissement est constitué de deux bâtiments principaux distants d’une cinquantaine de mètres.
Dans le premier bâtiment haut de trois étages, se trouvent les salles d’enseignement général et spécialisé ainsi que la salle des professeurs. Le deuxième bâtiment de quatre étages est composé en partie de salles d’études, de salles d’informatique ainsi que de l'internat du lycée. À ces deux bâtiments, il faut ajouter le CDI dont la construction s’est achevée en avril 2001 et le gymnase distant d’une centaine de mètres. Le lycée possède une très vaste cour et un grand parc arboré, chose rare pour un grand lycée de "centre-ville".

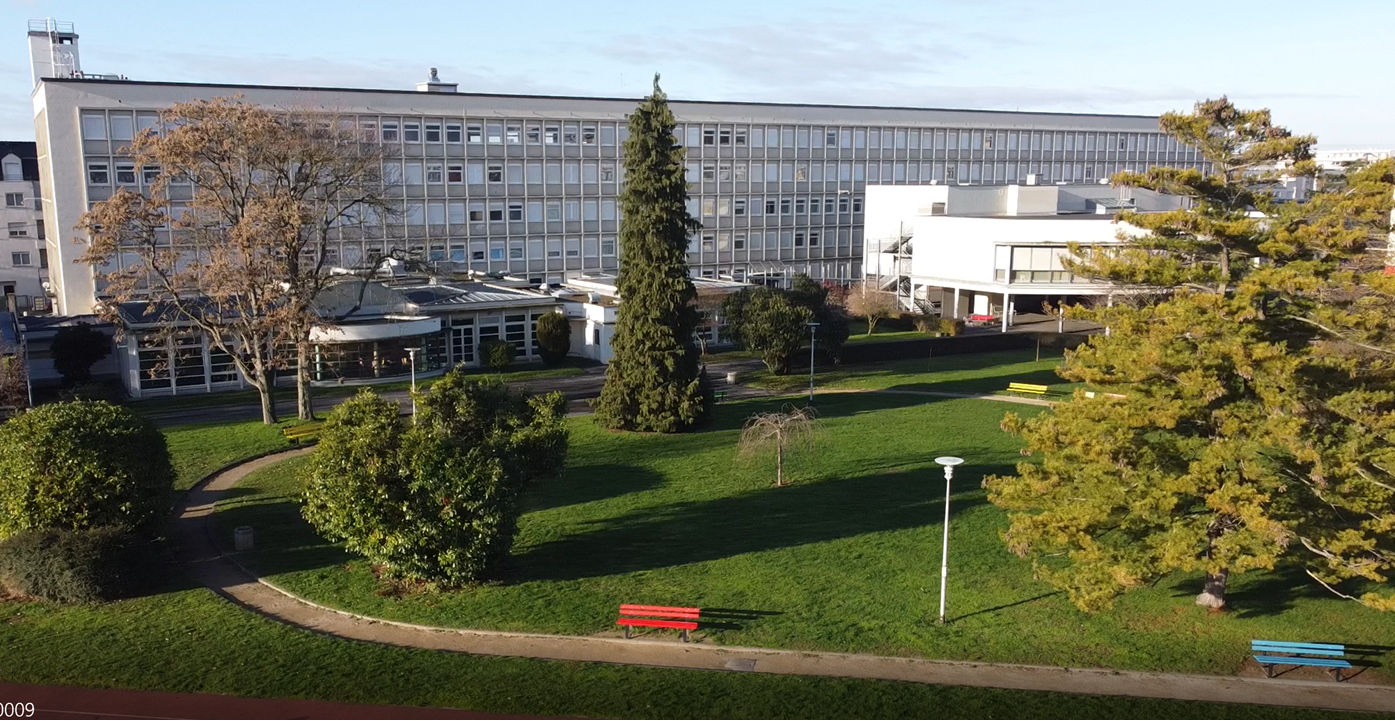
Vue du Lycée Clemenceau de Reims depuis le parc

## Historique
Le lycée de Reims fut  créé en 1803, installé dans les anciens locaux du collège des Bons-Enfants, rue de l'Université, agrandis de ceux du séminaire construit à côté par l'archevêque Charles-Maurice Le Tellier dans les années 1680. En 1866, fut décidée la reconstruction de l'établissement, l'ancien séminaire fut agrandi et un grand bâtiment construit, rue de Contrai, terminé en 1890.
Pendant la Première Guerre mondiale, le lycée se prêtait à l'aménagement rapide d'un hôpital qui avait été prévu dès le temps de paix. Le 31 août 1914, l'hôpital complémentaire A était prêt à fonctionner. L'avance allemande rendit les préparatifs inutiles ; un ordre de repli arriva dans la nuit du 1er au 2 septembre, et l'hôpital passa dans d'autres mains; Endommagé mais non détruit pendant la guerre, le lycée récupéra progressivement une vitalité telle que dans les années 1950 il se retrouva à l'étroit. En 1958 furent inaugurés les bâtiments du lycée actuel, qui doit à son adresse de porter le nom de Georges Clemenceau.
En 1920, Roger Vailland, à treize ans, rencontre Roger Gilbert-Lecomte et Robert Meyrat au lycée, en classe de 4e A. Ces élèves brillants sont unis par l’amour de la littérature et de la poésie et le mépris pour leurs condisciples, qu’ils jugent puérils. À la fin de l’automne 1921, ils fondent Apollo, une revue littéraire interne au lycée, écrite à la main pour ses six premiers numéros, puis lithographiée grâce à l’aide de leur professeur de français monsieur Mathieu.
En 1922, René Daumal, Roger Gilbert-Lecomte, Roger Vailland et Robert Meyrat forment un groupe qu'ils appellent «Phrères simplistes»,

## Classement du lycée
En 2015, le lycée se classe 17e sur 20 au niveau départemental quant à la qualité d'enseignement, et 1994e au niveau national. Le classement s'établit sur trois critères : le taux de réussite au bac, la proportion d'élèves de première qui obtient le baccalauréat en ayant fait les deux dernières années de leur scolarité dans l'établissement, et la valeur ajoutée (calculée à partir de l'origine sociale des élèves, de leur âge et de leurs résultats au diplôme national du brevet).
En 2021 le taux de réussite au baccalauréat est de 96,9% avec un taux de mentions de 64%.
260 candidats étaient inscrits à la session 2021.
En 2022, selon l'Intern@ute, l'établissement est classé 8e sur les 28 de la Marne et 691e au niveau national.

## Classement des CPGE
Le lycée abrite des CPGE économiques et commerciales (ECE), et scientifiques (MP et BCPST). En 2014, l'Étudiant donnait le classement suivant pour les concours de 2013 :
| Filière | Elèves admis dans une grande école1 | Taux d'admission1 | Taux moyen sur 5 ans | Classement national | Évolution sur un an |
| --- | ----------------------------------- | ----------------- | -------------------- | ------------------- | ------------------- |
| ECE | 1 / 26 élèves                       | 4%                | 1%                   | 33e sur 94          | 61                  |
| MP / MP* | 2 / 94 élèves                       | 2%                | 4%                   | 53e sur 112         | 12                  |
| BCPST | 9 / 42 élèves                       | 21%               | 23%                  | 45e sur 53          | 9                   |
| Source : Classement 2014 des prépas - L'Étudiant (Concours de 2013). Note 1: le taux d'admission dépend des grandes écoles retenues par l'étude. Par exemple, en filière ECS et ECE, ce sont les écoles de commerce "parisiennes" (HEC, ESSEC, ESCP-EAP) qui ont été retenues par l'Etudiant. |                                     |                   |                      |                     |                     |

## Enseignants
Par ordre alphabétique :
- Georges Bidault
- Victor Duruy
- Gaston Esnault, agrégé de grammaire.
- René Maublanc, agrégé de philosophie, secrétaire de rédaction de la revue La Pensée

## Anciens élèves
Par ordre chronologique des naissances : 

### du lycée, rue de l'Université
- Jean Louis Théodore Mennesson-Tonnelier (1789-1875)
- Gustave Louis Chaix d'Est-Ange (1800-1876)
- Jules Jamin (1818-1886)
- Jules Collinet (1822-1903)
- Alphonse Gosset (1835-1914)
- Henri Henrot (1838-1919)
- Achille Laviarde (1841-1902)
- Jean-Baptiste Langlet (1841-1927)
- Charles-Émile Troisier (1844-1919)
- Louis Landouzy (1845-1917)
- René de Saint-Marceaux (1845-1915)
- Hugues Krafft (1853-1935)
- Armand Guéry (1853-1912)
- Ernest Monfeuillart (1853-1934)
- Émile Driant (1855-1916)
- Augustin Nicolas Gilbert (1858-1927)
- Eugène Doyen (1859-1916)
- Fernand Labori (1860-1917)
- Emile Charbonneaux (1863-1947)
- Pol Neveux (1865-1939)
- Charles Roche (1880-1953)
- Raoul Villain (1885-1936)
- Roger Gilbert-Lecomte (1907-1943)
- Robert Meyrat (1907-1997)
- Roger Vailland (1907-1965)
- René Daumal (1908-1944)
- Roger Caillois (1913-1978)

### du lycée, rue Georges Clemenceau
- Patrick Poivre d’Arvor (né en 1947)
- Patrick Demouy (né en 1951)
- Didier Eribon (né en 1953)
- Kyan Khojandi (né en 1982)

## Ouvrage de référence
- Annuaire de la guerre, Association amicale des anciens élèves du lycée de Reims,  impr. Matot-Braine (Reims), 1920 sur Gallica